# Bjarne Bühring Dehli
Bjarne Bühring Dehli (10. juli 1884 - 18. april 1927 i Oslo) var pioner inden for norsk boksning. Han lærte at bokse af cirkusdirektør Karl Norbeck i 1906 og stiftede Kristiania Boxeklub i 1909. Han ledede klubben i hele dens levetid. I efteråret 1910 blev han ansat i Christiania Turnforenings Idrætsparti som bokseinstruktør, et job han beholdt i et år.